# Jurij Kondakov
Jurij Georgjevitj Kondakov (ryska: Юрий Георгиевич Кондаков), född 24 november 1951 i Lesnoj, är en rysk före detta skridskoåkare som tävlade för Sovjetunionen.
Kondakov blev olympisk silvermedaljör på 1 500 meter vid vinterspelen 1976 i Innsbruck.